# 朱家山坪上遺址
朱家山坪上遺址位於四川省南充市閬中市東郊，文物遺址年代判定為商周。2002年12月27日公佈為四川省第六批省級文物保護單位。